# Stereocaulon tornense
Stereocaulon tornense är en lavart som först beskrevs av Hugo Magnusson., och fick sitt nu gällande namn av P. James & Purvis. Stereocaulon tornense ingår i släktet Stereocaulon och familjen Stereocaulaceae.  Arten är reproducerande i Sverige. Inga underarter finns listade i Catalogue of Life.